# Release the Hounds
Release the Hounds (ang. Spuścić psy) – brytyjski program rozrywkowy utrzymany w klimacie horroru, emitowany przez stację ITV 2. Od trzeciej serii (od 2017 r.) w grze biorą udział wyłącznie celebryci, a program znany jest także pod tytułem Release the Hounds: Famous and Freaked (Spuścić psy: Znani i zwariowani)
Pierwszy odcinek programu, wyemitowany 28 października 2013 r., miał być jednorazowym wydaniem specjalnym stacji z okazji Halloween (31 października nadano powtórkę). Ze względu na dobrą oglądalność w styczniu 2014 r. postanowiono nakręcić 6 kolejnych odcinków.
Od lipca 2016 r. wersję z polskim lektorem, pod nazwą „Strach ma wielkie kły” emitowały TV4 i TV6.

## Lokalizacja
Pierwotnie za scenerię planowano nawiedzoną okolicę, a ostatecznie zdecydowano się na angielskie miasto Hemel Hempstead. W 2015 r. plan przeniesiono do Litwy.

## Zasady

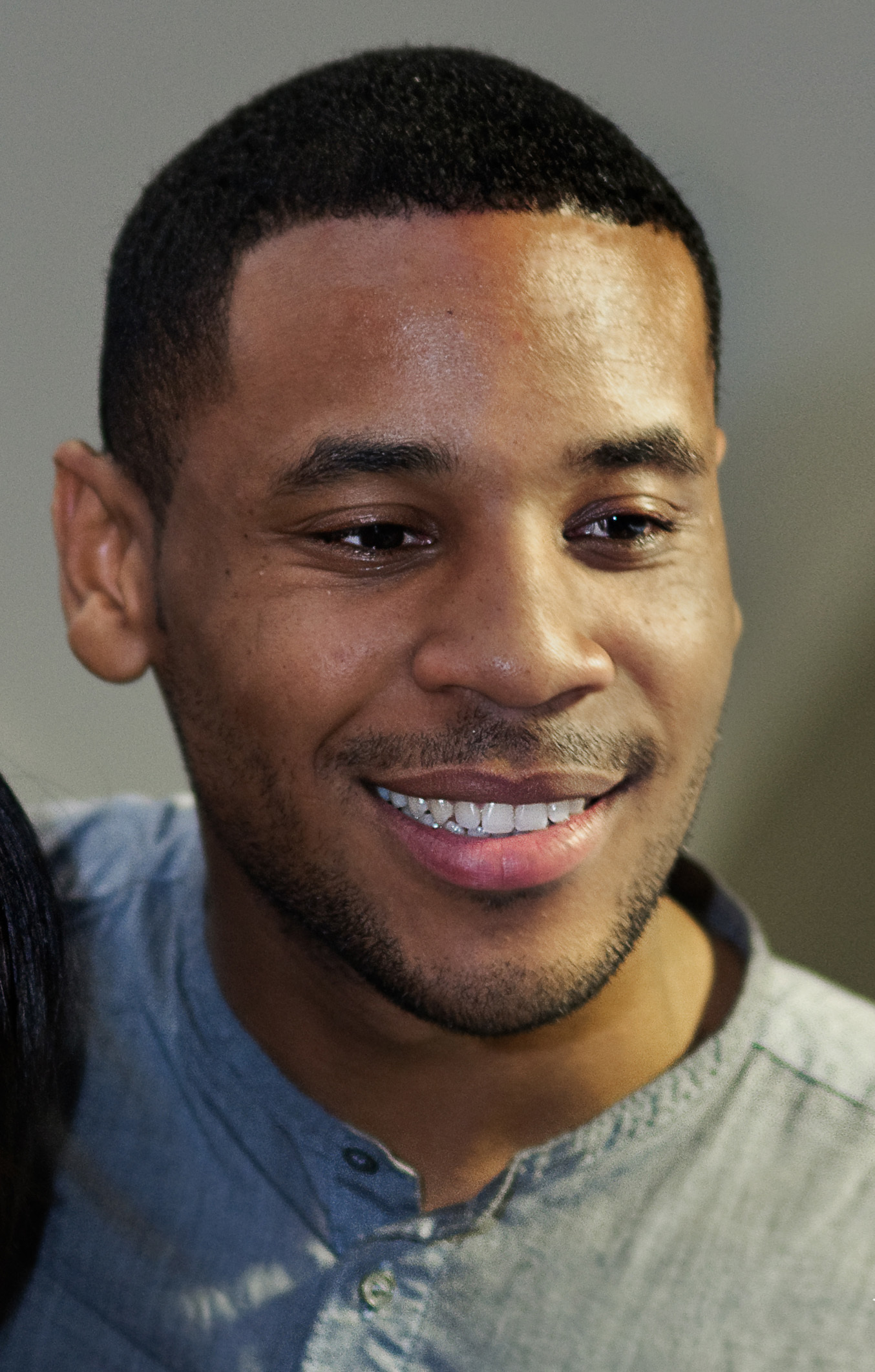
Reggie Yates, prowadzący pierwszych trzech serii programu.

Każdy odcinek rozpoczyna się zdaniem: Producenci chcieliby podziękować rodzinom uczestników. W czasie kręcenia zdarzenia nie ucierpiał żaden pies. Następnie na miejsce gry przywożonych jest troje zawodników, którzy pokrótce się przedstawiają. Ubrani są w czarne stroje i noszą czerwone plecaki z m.in. latarką.
Dotarłszy do miejsca gry, zawodnicy próbują odnaleźć klucz lub wskazówki do jego odnalezienia. Gdy to zrobią, rozlega się dźwięk dzwonu, który oznacza rozpoczęcie odsuwania bramy od mety (co jest istotne w kolejnym etapie gry). Zdobycie klucza oznacza zatrzymanie bramy. Zawodnicy muszą zdecydować, kto z nich pójdzie po pieniądze, a którzy wezmą udział w kolejnej grze. Delegat odłącza się od grupy i za pomocą klucza otwiera skrzynię z pieniędzmi (po 1. zadaniu – 3000 funtów, po 2. zadaniu – 6000 funtów, po 3. zadaniu – 9000 funtów). Jednak aby je zatrzymać, musi dobiec do muru z drabinką, zanim dogonią go psy. Im szybciej znaleziono klucz, tym większy dystans dzieli zawodnika od psów na starcie. Jeżeli nie zdąży uciec – pieniądze przepadają. W drugim zadaniu bierze udział dwoje graczy, a w ostatnim – w zamyśle najstraszniejszym i przypominającym „Oscarową scenę” z horroru – już tylko jeden śmiałek.

## Spis serii
| Seria            | Seria | Odcinki              | Początek emisji      | Koniec emisji        | Prowadzący     |
| ---------------- | ----- | -------------------- | -------------------- | -------------------- | -------------- |
|                  | Pilot | pilot (1)            | 28 października 2013 | 28 października 2013 | Reggie Yates   |
|                  | 1.    | regularne (6)        | 22 września 2014     | 27 października 2014 | Reggie Yates   |
| świąteczny (1)   | 1.    | 18 grudnia 2014      | 18 grudnia 2014      |                      | Reggie Yates   |
|                  | 2.    | regularne (5)        | 30 września 2015     | 11 listopada 2015    | Reggie Yates   |
| halloweenowy (1) | 2.    | 28 października 2015 | 28 października 2015 |                      | Reggie Yates   |
| świąteczny (1)   | 2.    | 9 grudnia 2015       | 9 grudnia 2015       |                      | Reggie Yates   |
|                  | 3.    | regularne (7)        | 9 lutego 2017        | 23 marca 2017        | Reggie Yates   |
|                  | 4.    | halloweenowy (1)     | 31 października 2017 | 31 października 2017 | Matt Edmondson |
| regularne (5)    | 4.    | 11 stycznia 2018     | 8 lutego 2018        |                      | Matt Edmondson |